# Roberto Forés Veses
Roberto Forés Veses (n. 1970) este un dirijor spaniol din Valencia.
În 2006, a fost câștigătorul unanim al Concursului de Dirijor Orvieto (Italia) cu un premiu special al juriului. În 2007, a câștigat premniul al III-lea al Concursului Evgeny Svetlanov (Luxemburg). A debutat ca dirijor de operă în 2008 la Teatro Regio (Torino), cu Salome de Rochard Strauss si  Elixirul dragostei de Donizetti apoi la Teatrul Bolșoi din Moscova cu Macbeth de Verdi. Din 2012 este director muzical și artistic al Orchestrei Naționale din Auvergne. Din 2023 este și dirijor principal oaspete al Orchestrei Engleze de Cameră.

## Discografie
- 2016: Concerte pentru harpă cu Naoko Yoshino și Orchestra Natională din Auvergne. Compozitori: Claude Debussy, Joaquin Rodrigo, Joaquin Turina, Mario Castelnuovo-Tedesco (Little Tribeca / Aparte)
- 2017: Piotr Ilici Ceaikovski/ Jean Sibelius cu Orchestra Națională din Auvergne  (Little Tribeca / Aparte)..
- 2018: Antonín Dvořák / Bohuslav Martinů / Leoš Janáček.Orquestra Națională din Auvergne (little Tribeca / Aparte) [3]
- 2020: Besty Jolas, Thierry Escaich, Anssi Karttunen. Orchestra Națională din Auvergne, (Orchestra Națională din Auvergne Live)